# Samuelsons önskesånger 1
Önskesånger 1 utkom 1996 och är ett album av den kristna gruppen Samuelsons. 

## Låtlista
1. Nu ser jag himlen
2. Livet här
3. Låt mitt ljus lysa i mörkret
4. Jag står här vid stranden
5. Över vatten djupa
6. Why me Lord
7. Kung Jesus
8. Det finns en vän
9. Put Your Hand In The Hand
10. Fyrbåken
11. Om du kan förlåta mej
12. Min Jesus lever
13. I've Got Confidence
14. Om Gud ej finns
15. Någonstans bland alla skuggorna står Jesus
16. Vem
17. För mej åter till Golgata
18. Du kom till mej
19. Gospel Ship
20. Lyft upp din blick
21. Pärleporten